# Đuôi cụt ồn ào
Đuôi cụt ồn ào, tên khoa học Pitta versicolor, là một loài chim trong họ Pittidae.
Đuôi cụt ồn ào hiện diện ở Úc, Indonesia, và Papua New Guinea. Chúng ăn giun đất, côn trùng và ốc sên. Môi trường sống tự nhiên của chúng là rừng ôn đới, rừng đất thấp ẩm nhiệt đới hoặc cận nhiệt đới, và rừng núi ẩm nhiệt đới hoặc cận nhiệt đới.

## Mô tả
Đuôi cụt ồn ào dài từ 19 đến 21 cm. Chim trống cân nặng 70–112 g, chim mái cân nặng 70–128 g. Đây là một loài chim đầy màu sắc. Chúng có đầu đen và gáy với một chỏm lông đầu màu hạt dẻ. Cánh có màu xanh lục với mép trước màu xanh ngọc và mặt sau cũng màu xanh lục. Họng, ức và bụng có màu vàng chanh. Đuôi có màu đen và các tấm phủ dưới đuôi có màu đỏ cam.

## Hành vi

### Chế độ ăn
Đuôi cụt ồn ào là một loài chim sống ở tầng rừng, nơi chúng lục lọi trong lớp lá cây để tìm bắt côn trùng, rệp gỗ, ốc sên và các động vật không xương sống khác. Chúng ngóc đầu lên xuống và quẫy đuôi từ bên này sang bên kia trong khi kiếm ăn. Chế độ ăn của nó bao gồm một số trái cây và nó làm nứt vỏ của động vật thân mềm như ốc Hedleyella falconeri trên đá hoặc bề mặt cứng khác thường được sử dụng cho mục đích này. Những con thằn lằn nhỏ cũng bị bắt và đập vào bề mặt cứng trước khi nuốt chửng.